# Turok: Evolution
Turok: Evolution és un videojoc d'acció en primera persona desenvolupat i publicat per Acclaim Entertainment. El videojoc es va publicar en un principi per Xbox però es va llançar després per Nintendo GameCube, PlayStation 2, Xbox i Game Boy Advance el 2002. També es va publicar una versió per PC el 2003 pel mercat europeu.
Tindrà una continuació el 2008, Turok.